# Югыдъёль (приток Югыдвожа)
Югыдъёль (устар. Парма-Вож) — река в России, протекает в Республики Коми по территории округа Вуктыл. Устье реки находится в 49 км по правому берегу реки Югыдвож. Длина реки составляет 17 км.
Югыдъёль от коми югыд — «светлый» и ёль — «ручей», «лесная речка».

## Данные водного реестра
По данным государственного водного реестра России относится к Двинско-Печорскому бассейновому округу, водохозяйственный участок реки — Печора от водомерного поста у посёлка Шердино до впадения реки Уса, речной подбассейн реки — бассейны притоков Печоры до впадения Усы. Речной бассейн реки — Печора.
Код объекта в государственном водном реестре — 03050100212103000061715.